# Termitomyces heimii
Termitomyces heimii är en svampart som beskrevs av Natarajan 1979. Termitomyces heimii ingår i släktet Termitomyces och familjen Lyophyllaceae.   Inga underarter finns listade i Catalogue of Life.